# Friedrich (Arnsberg)
Friedrich von Arnsberg (genannt Friedrich der Streitbare) (* um 1075; † 11. Februar 1124) war Regent der Grafschaft Arnsberg-Werl von 1092 bis 1124.

## Herkunft und Familie
Friedrich war ein Sohn des Grafen Konrad II. von Werl-Arnsberg und Mathilde von Northeim, einer Tochter des Grafen Otto von Northeim, Herzog von Bayern. Er selbst war verheiratet mit Adelheid von Limburg, einer Tochter des Herzogs Heinrich I. Aus der Ehe ging die Tochter Ida (teilweise auch als Jutta bezeichnet) als Erbin der Grafschaft Werl-Arnsberg hervor. Diese war in erster Ehe mit Gottfried II. Graf von Cappenberg und in zweiter Ehe mit Gottfried I. Graf von Cuyk verheiratet.

## Leben und Wirken
Nachdem Graf Konrad II. zusammen mit seinem Sohn Hermann 1092 gegen die Friesen gefallen war, beerbten ihn seine Söhne Friedrich und Heinrich. Friedrich war höchstwahrscheinlich der Ältere von beiden und wurde mit der Grafschaft seines Vaters belehnt. Vermutlich wegen der Erbteilung der Allode mit seinem Bruder verlegte Friedrich den Schwerpunkt seiner Herrschaft nach Arnsberg, während sein Bruder Heinrich sich nach der Burg Rietberg benannte.
Friedrichs Beiname gibt den Charakter seiner Herrschaft wieder. Der sächsische Annalist berichtete, dass Friedrich durch seine Gewalt, fast das ganze „Land Westfalen in Knechtschaft gebracht worden war. (...) Eben jener war ein zweiter Cäsar; seine Hand war gegen alle und aller Hand war gegen ihn. (...)“ Daher erhielt er den Namen der „Streitbare.“ Harm Klueting urteilt, dass Friedrich in seiner Regentschaftszeit zum „mächtigsten Mann Westfalens aufstieg.“ Nach dem Tode seines Bruders Heinrich setzte er einige Jahre seine Nichte gefangen, um sicherzustellen, dass nicht durch eine Heirat ihr Erbgut seiner Verwaltung entzogen werden konnte.

### Friedrich als Gefolgsmann von Kaiser Heinrich IV.
Über den engeren Bereich seiner Grafschaft hinaus war Friedrich von Bedeutung, weil er in der Politik des Reiches eine beachtliche Rolle spielte und Einfluss auf die zeitgenössischen Kaiser ausübte. Wie sein Vater stand er im anhaltenden Streit mit dem Reformpapsttum auf Seiten der Kaiser (was zu seiner negativen Beurteilung durch geistliche Chronisten beigetragen haben mag.) Seine anfangs kaisertreue Position stand dabei im auffälligen Gegensatz zu den meisten anderen sächsischen Adeligen, die den Gegenkönig Rudolf von Rheinfelden unterstützten. Als Anhänger Kaiser Heinrich IV. fiel Friedrich 1102 in das Gebiet des Erzbischofs von Köln Friedrich I. von Schwarzenburg ein. Daraufhin griff der Erzbischof die Grafschaft an und zerstörte die Arnsberger Burg. Die Truppen des Bischofs wurden anschließend allerdings von Friedrich besiegt und teilweise gefangen genommen. Allerdings erfolgte die Einigung zwischen den streitenden Parteien zu Lasten Friedrichs. Dieser musste die Hälfte der seinem Haus noch verbliebenen Grafenrechte an das Erzbistum Köln abtreten. Diese Gebiete wurden von den Kölnern an Gefolgsleute wie die Herren von Ardey und die Herren von Volmarstein als Lehen weitergegeben.
Im Konflikt zwischen dem späteren Kaiser Heinrich V. und dessen Vater Heinrich IV. stand Friedrich im Gegensatz zu großen Teilen des Adels auf Seiten des Vaters. In diesem Zusammenhang griff er den auf Seiten des Sohnes stehenden Bischofs Burchard von Münster an, nahm diesen 1106 gefangen und lieferte ihn an den Kaiser aus.

### Zeit der sächsischen Adelserhebung
Aus diesem Grund war nach dem Tod Heinrichs IV. das Verhältnis zum neuen Herrscher nicht ungetrübt. Daher begleitete nicht der Graf, sondern dessen Bruder Heinrich Kaiser Heinrich V. auf seinem Kaiserzug nach Italien. Heinrich gehörte 1111 während der Verhandlungen mit Papst Paschalis II. zu den von den Deutschen gestellten Geiseln.
Im Jahr 1112 besuchte Friedrich das Hoflager des Kaisers in Münster und hat diesem seine Gefolgschaft geschworen. Freilich dauerte dieses Einvernehmen nicht lange. Friedrich und sein Bruder Heinrich gehörten 1114 zu den sächsischen Adeligen, die sich unter Führung des neuen Sachsenherzogs Lothar von Supplinburg gegen den Kaiser empörten. Zu den Unterstützern gehörten auch die Erzbischöfe von Köln und Mainz. Als er während der Schlacht bei Jülich mit seinen Truppen den kaiserlichen Einheiten in den Rücken fiel, trug er entscheidend zu dessen Niederlage bei. Die kaiserlichen Truppen fielen daraufhin plündernd in die Grafschaft ein. Sie konnten Friedrich aber nicht entscheidend schwächen, der weiterhin eine wichtige Rolle in der Empörung des Adels spielte. Im Frühjahr 1115 begann Heinrich V. einen Feldzug. Er eroberte Braunschweig und verwüstete Halberstadt. Unter Führung von Friedrich, seinem Bruder Heinrich, den Grafen von Ravensberg und Heinrich von Limburg kamen westfälische Adelige den Antikaiserlichen zur Hilfe. Diese gingen daraufhin ebenfalls in die Offensive und griffen den kaiserlichen Feldherrn Hoyer von Mansfeld an. Daraufhin vereinigten sich auch Mansfeld und Heinrich V. und beide Seiten trafen am 11. Februar 1115 in der Schlacht am Welfesholz aufeinander. Lothar von Supplinburg und seine Verbündeten haben diesen Kampf gewonnen. Der Kaiser zog sich nach Mainz zurück und die Aufständischen zerstörten in Dortmund die kaiserliche Pfalz und wandten sich anschließend nach Münster, das auf der Gegenseite stand und aus Furcht vor den Grafen von Arnsberg und Tecklenburg befestigt worden war. Die Verbündeten eroberten die Stadt und ersetzten Bischof Burchardt durch Theoderich von Weizenburg. Friedrich war anschließend auch an der Zerstörung der Burgen Falkenhagen und Waldshausen beteiligt. Im Kloster Corvey erreichten Abgesandte des Kaisers, unter ihnen Herzog Welf von Bayern, dass die Aufständischen auf einer Reichsversammlung in Mainz am 1. November 1115 mit dem Kaiser in Verhandlungen eintreten würden.
Während des Aufenthalts in Corvey schloss Friedrich Freundschaft mit Abt Erkenbert und ließ sich sogar in die dortige Gebetsbruderschaft aufnehmen. Diese Freundschaft nutzte der Abt, um Friedrich zu einem Angriff auf Obermarsberg zu veranlassen. Seit Ludwig dem Frommen gehörte die dortige ehemalige Reichsfeste Eresburg dem Kloster Corvey, das dort ein Konvent unterhielt. Die Einwohner der dazugehörigen Siedlung hatten sich gegen die Herrschaft des Klosters erhoben. Friedrich führte den Wunsch des Abtes aus und zerstörte die Befestigungen in Obermarsberg. Dies war nicht nur eine Freundschaftsgeste gegenüber dem Abt, sondern auch eine willkommene Gelegenheit, eine befestigte Stelle an der Grenze des eigenen Gebietes auszuschalten.

### Frontenwechsel und Unterstützung Kaiser Heinrichs V.
Im Gegensatz zu den hochadeligen Führern der Adelsempörung war Friedrich offenbar tatsächlich nach Mainz gereist, hatte die Fronten gewechselt und sich dort mit Kaiser Heinrich V. ausgesöhnt. Die Ursache dafür sieht der Historiker Klueting in der wachsenden Macht Lothar von Supplinburg. Der Aufbau einer starken Herzogsgewalt hätte die relativ unabhängige Stellung der westfälischen Grafen bedroht. In der Folge tauchte er dann als Zeuge bei kaiserlichen Amtshandlungen auf. Von nun an war Friedrich in kaiserlichen Diensten tätig. Im Jahr 1120 führte der Wechsel der Fronten zum Angriff von Lothar von Supplinburg auf das Territorium des Grafen Friedrich und zur Zerstörung der Rüdenburg bei Arnsberg. Im selben Jahr war Friedrich dann einer der Vermittler zwischen dem Kaiser und den aufständischen Fürsten sowie dem Erzbischof von Köln.

### Letzte Jahre
War Friedrich in den vorangegangenen Jahren vor allem in die Konflikte des Reiches verwickelt, musste er sich nunmehr um den Bereich seiner Herrschaft selbst kümmern. So hat er vergeblich versucht, die Gründung der Burg Altena durch den Grafen von Berg zu verhindern.
Auch in der eigenen Familie hatte Friedrich Probleme. Da er ohne männlichen Erben blieb, war seine Tochter Ida Erbin der Grafschaft. Eine Vereinigung mit dem Besitz von deren Ehemann Gottfried von Cappenberg hätte die Basis für eine neue starke Grafenlinie geboten. Dieser wie auch sein Bruder Otto entschlossen sich allerdings 1121 zur Buße für die Gewalttaten während des Aufstands des Lothar von Supplinburg, ihren Besitz aufzugeben, und gründeten mit dem Kloster Cappenberg das erste westfälische Prämonstratenserkloster. Nachdem ihr Mann in das von ihm gegründete Kloster eingetreten und verstorben war, heiratete Ida (Jutta) in zweiter Ehe den holländischen Grafen Gottfried von Cuyk.
Mit dem Tod Friedrichs erlosch das Haus der Grafen von Werl-Arnsberg. Das Erbe trat der zweite Ehemann der Tochter Ida, Gottfried von Cuyk, an, der zum Stammvater der jüngeren Linie der Grafen von Arnsberg wurde.